# .gw
.gw is het internet landcode topleveldomein van Guinee-Bissau.
Er is geen registrator bereikbaar.